# Charlotte Scott
Charlotte Angas Scott (Lincoln, Inglaterra, 8 de junho de 1858 – Cambridge, 10 de novembro de 1931) foi uma matemática britânica. Fez sua carreira nos Estados Unidos, onde foi de grande influência no desenvolvimento da matemática, incluindo a educação matemática de mulheres. Scott desempenhou um importante papel na Universidade de Cambridge, mudando as regras de seu famoso exame Mathematical Tripos.

## Infância
Foi a segunda dos sete filhos de Caleb Scott, um ministro da Igreja Congregacional, e Eliza Exely Scott. Frequentou o Girton College de 1876 a 1880. Em 1885 foi a primeira mulher britânica a obter um doutorado.
Morreu em 10 de novembro de 1931, sendo sepultada no Ascension Parish Burial Ground em Cambridge, na sepultura de sua prima Eliza Nevin.

## Publicações
- Scott, Charlotte A. (1894). An Introductory Account of Certain Modern Ideas and Methods in Plane Analytical Geometry. [S.l.]: Macmillan